# Krynka (flod)
Krynka ( ukrainsk: Кринка , russisk: Крынка ) er en 180 km lang flod i Ukraine. Den er en højre biflod til Mius, der løber ud i det Azovske Hav. Krynka har sine kilder i Luhansk Oblast.

## Flodens løb
Floden ved sammenløbet af Sadky og Bulavinka som mødes og danner Krynka sydvest for Yenakiyev. Den løber 160 km gennem Ukraines Donetsk oblast og løber sammen med Mius i Ruslands Rostov oblast, 84 km før den munder ud i det Azovske Hav.